# Austrocladius trichiatus
Austrocladius trichiatus är en tvåvingeart som beskrevs av Freeman 1961. Austrocladius trichiatus ingår i släktet Austrocladius och familjen fjädermyggor. Inga underarter finns listade i Catalogue of Life.